# Championnat de France de rugby à XV de 2e division 2002-2003
Navigation
Pro D2 2001-2002 Pro D2 2003-2004
Le Championnat de France de rugby à XV de 2e division 2002-2003 ou Pro D2 2002-2003 oppose seize clubs professionnels français pour le gain d'une place dans le Top 16. L'équipe classée en tête est promue automatiquement pour jouer dans le Top 16. Le club terminant 1er à l'issue de la phase préliminaire est promu en 1re division.
À l'issue de la phase préliminaire, les clubs classés de 1 à 4 sont qualifiés pour les 1/2 finales sur terrain neutre, comme la finale. Le club qui gagne en finale est déclaré champion de France et accède à la 1re division. Dans le cas où le club qui termine 1er de la phase préliminaire remporte la finale, ce serait le club ayant terminé 2e de la phase préliminaire qui est promu. Les 2 derniers descendent en 1re division fédérale.

## Classement Général
| Clubs               | Points | J  | V  | Nul | D  | PP   | PC  | Diff. |
| ------------------- | ------ | -- | -- | --- | -- | ---- | --- | ----- |
| CA Brive            | 79     | 30 | 24 | 1   | 5  | 1076 | 476 | 600   |
| Montpellier RC      | 75     | 30 | 22 | 1   | 7  | 850  | 532 | 318   |
| FC Auch             | 69     | 30 | 19 | 1   | 10 | 675  | 546 | 129   |
| Tarbes Pyrénées     | 69     | 30 | 19 | 1   | 10 | 709  | 611 | 98    |
| Lyon OU (P)         | 68     | 30 | 19 | 0   | 11 | 777  | 522 | 255   |
| Aviron bayonnais    | 66     | 30 | 18 | 0   | 12 | 802  | 606 | 196   |
| Stade rochelais (R) | 64     | 30 | 17 | 0   | 13 | 719  | 612 | 107   |
| Métro Racing 92     | 58     | 30 | 13 | 2   | 15 | 660  | 696 | -36   |
| US Dax (R)          | 57     | 30 | 13 | 1   | 16 | 729  | 653 | 76    |
| RC Toulon           | 56     | 30 | 12 | 2   | 16 | 573  | 674 | -101  |
| Tyrosse RCS         | 56     | 30 | 13 | 0   | 17 | 630  | 810 | -180  |
| Stade aurillacois   | 55     | 30 | 12 | 1   | 17 | 589  | 651 | -62   |
| CA Périgueux        | 52     | 30 | 11 | 0   | 19 | 557  | 873 | -316  |
| SC Albi (P)         | 50     | 30 | 10 | 0   | 20 | 575  | 833 | -258  |
| US Marmande         | 45     | 30 | 7  | 1   | 22 | 546  | 877 | -331  |
| RC Aubenas          | 41     | 30 | 5  | 1   | 24 | 497  | 992 | -495  |

Clé:  J: matchs joués, V: victoires, D: défaites, PP: points pour, PC : points contre, Diff: différence
Il est attribué 3 points pour une victoire, 2 points pour un match nul, 1 point pour une défaite, 0 point pour un forfait.
En jaune les 4 équipes qualifiées pour le tour final. En rose les 2 équipes reléguées en fédérale 1.
abréviations : P : promus 2002, R : relégués 2002

## Bilan de la saison
Le premier classé, Brive, accède directement au Top 16. La place de deuxième promu est disputée entre les équipes classées aux 1e,  2e, 3e, 4e places. 

### Demi-finales

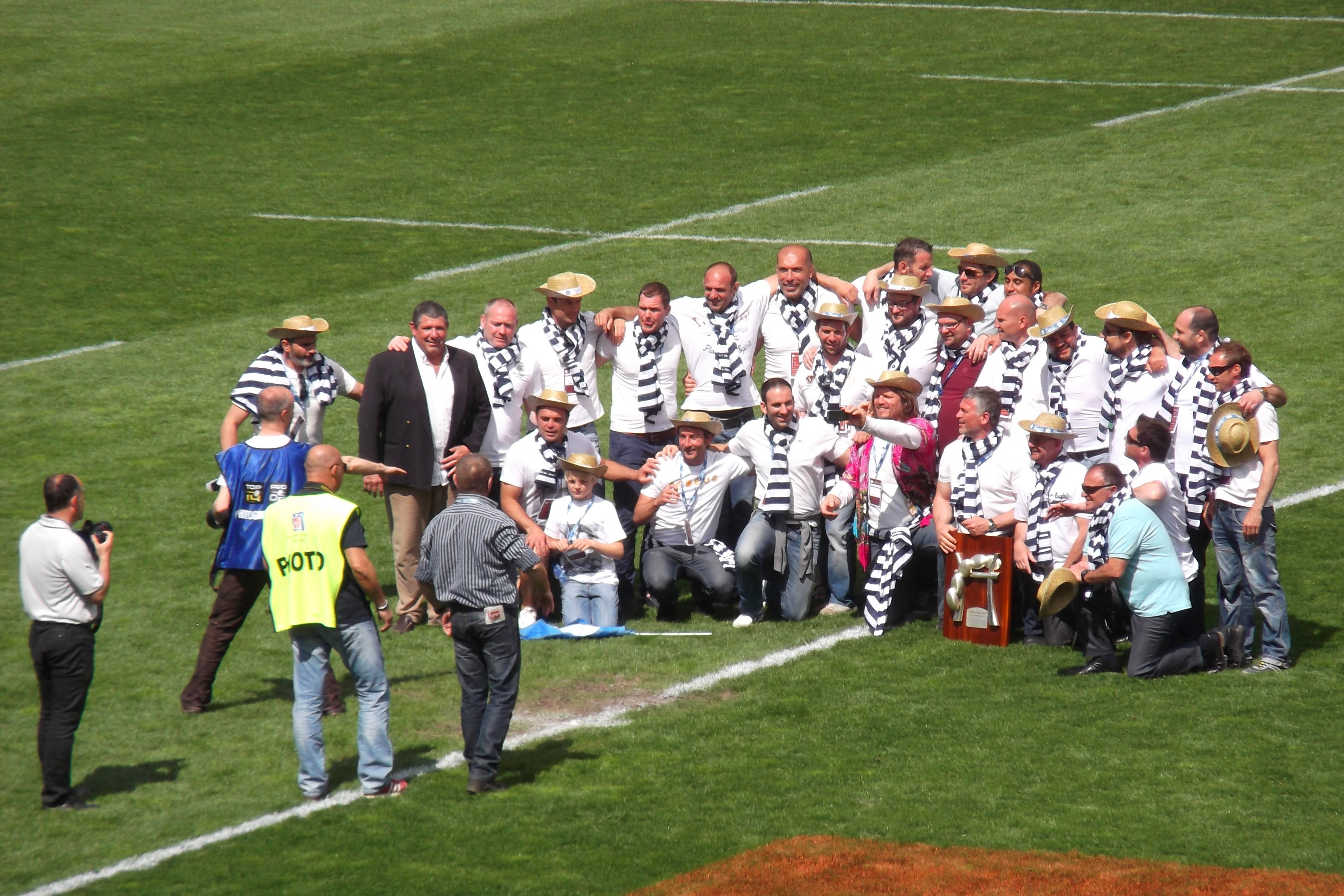
Les anciens de 2002-2003 du Montpellier Hérault rugby en mai 2013.

- Brive - Tarbes: 13 - 22

- Montpellier - Auch : 28 - 24

### Finale
Montpellier Rugby Club - Tarbes Pyrénées Rugby25 - 21 au Stade Sapiac de Montauban
- Montpellier Rugby Club : Trois essais de Yannick Saladié (4e), de pénalisation (68e), Denis Navizet (102e) et deux pénalités (12e, 51e) et deux transformations (68e, 102e) de Jérémy Valls

- Tarbes Pyrénées Rugby : Cinq pénalités (6e, 39e, 42e, 66e, 78e) et deux drops (13e, 96e) de Warren Burton

Le XV de départ du MRC : 
 

1. Didier Bès  2. Olivier Diomandé 3. Pierre Tacchella 

4. Mickaël Bert 5. Thierry Gras 

6. Sébastien Galtier 8. Jharay Russell 7. Christian Chemin 

9. Sébastien Buada 10. Jérémy Valls 

11. Yannick Saladié 12. Patrick Arlettaz 13. Murphy Taele 14. Denis Navizet 

15. Sylvain Jouve 

Le XV de départ du TPR : 
 

1. Mohamed Gouasmia  2. Jean-Philippe Bonrepaux 3. Edgard Branco 

4. Emmanuel Lunardi 5. Paul Guffroy 

6. Laurent Hairabetian 8. Romain Bergès 7. Jérôme Troader 

9. Aubin Hueber 10. Warren Burton 

11. Yannick Martin 12. Ludovic Courtade 13. Cédric Lacraberie 14. Patrick Bosque 

15. Benoît Caussade 

Montpellier est champion de Pro D2 pour la saison 2002-2003. Brive et Montpellier accèdent au Top 16. Les équipes d'Aubenas et Marmande sont reléguées en Fédérale 1 et remplacées par les nouveaux promus : Oyonnax et Limoges.